# قوام أباد (شهرضا)
قوام‌ أباد هي قرية في مقاطعة شهرضا، إيران. عدد سكان هذه القرية هو 186 في سنة 2006.